# 逢坂與十郎
逢坂 與十郎（おうさか よじゅうろう）は、戦国時代末期の武将。

## 経歴・人物
因幡気多郡会下城主。弓の達人として知られた。天正年間に敵に攻められ、城は陥落したため、與十郎は青屋宿に落延びた。